# La encrucijada (serie de televisión española)
La encrucijada es una serie de televisión española de género drama romántico, dirigida por Alexandra Graf, con Moisés Ramos, María Cereceda y Jacobo Martos como directores capitulares. Protagonizada por Ástrid Janer y Rodrigo Guirao Díaz, es una adaptación de la serie turca Cesur ve Güzel (Sühan: Venganza y amor) y está coproducida por Secuoya Studios, Ay Yapım y Atresmedia TV.

## Sinopsis
César Bravo vuelve de México, casi treinta años después, a la tierra donde nació cuando ya nadie se acuerda del apellido de su padre ni de las trágicas circunstancias que rodearon su muerte y la de sus abuelos. Aunque su aspecto de turista aventurero no lo delata, tiene muy claro a lo que viene.
No hallará paz hasta que no consiga hacer justicia y meter en la cárcel a Octavio Oramas, el hombre que se apropió de la historia familiar de su padre y de todo lo que le pertenecía para crear su propio imperio. Con lo que no cuenta César es que en su camino se cruzará Amanda Oramas, la niña de los ojos de su enemigo, de quien se enamorará perdidamente. Un cruce de caminos fortuito que marca un antes y un después en la vida de dos familias rivales. ¿Qué vencerá: el amor o

## Reparto

### Reparto principal
- Rodrigo Guirao como César Bravo
- Ástrid Janer como Amanda Oramas
- Abel Folk como Octavio Oramas antagónico principal ( villano principal
- Antonio Velázquez como David Oramas
- Cristóbal Suárez como Álvaro Barahona
- Paula Prendes como Patricia Reyes
- Samantha Siqueiros como Julia
- Candela Márquez como Laura
- Eduardo Velasco como Humberto
- Isabel Serrano como Mónica
- Ángela Chica como Sara
- Mauricio Abad como Kevin
- Saida Santana como Carmen
- Óscar de la Fuente como Emilio

#### Con la colaboración especial de
- Silvia Marsó como Mariví

### Reparto secundario
- Ana Verónica Schultz (Episodio 1 - Episodio ¿?)
- Javier Laorden (Episodio 1 - Episodio ¿?)
- Anna Silvetti
- Ignacio Montes
- David Venancio Muro

### Próximas incorporaciones
- Raúl Sanz
- Mamen Camacho
- Dani Luque

## Temporadas y audiencias
| Temporadas | Temporadas | Episodios | Estreno            | Final | Audiencia media | Audiencia media |
| Temporadas | Temporadas | Episodios | Estreno            | Final | Espectadores    | Cuota           |
| ---------- | ---------- | --------- | ------------------ | ----- | --------------- | --------------- |
|            | 1º         | 60        | 2 de julio de 2025 |       | 678 000*        | 10,7%*          |
| Total      | Total      |           | 2025               |       |                 |                 |

### Primera temporada (2025)
| Programas emitidos | Programas emitidos | Programas emitidos | Programas emitidos | Programas emitidos |
| N.º (serie)        | N.º (temp.)        | Fecha de emisión   | Audiencia          | Audiencia          |
| ------------------ | ------------------ | ------------------ | ------------------ | ------------------ |
| 1                  | 1                  | 02/07/2025         | 1 030 000          | 13,5%              |
| 2                  | 2                  | 02/07/2025         | 640 000            | 13,9%              |
| 3                  | 3                  | 03/07/2025         | 860 000            | 10,3%              |
| 4                  | 4                  | 03/07/2025         | 624 000            | 11,6%              |
| 5                  | 5                  | 10/07/2025         | 750 000            | 9,3%               |
| 6                  | 6                  | 10/07/2025         | 574 000            | 11,3%              |
| 7                  | 7                  | 17/07/2025         | 798 000            | 10,0%              |
| 8                  | 8                  | 17/07/2025         | 564 000            | 11,5%              |
| 9                  | 9                  | 24/07/2025         | 802 000            | 9,8%               |
| 10                 | 10                 | 24/07/2025         | 611 000            | 11,2%              |
| 11                 | 11                 | 31/07/2025         | 740 000            | 9,9%               |
| 12                 | 12                 | 31/07/2025         | 668 000            | 12,4%              |
| 13                 | 13                 | 07/08/2025         | 661 000            | 9,2%               |
| 14                 | 14                 | 07/08/2025         | 455 000            | 9,5%               |
| 15                 | 15                 | 14/08/2025         | 581 000            | 8,4%               |
| 16                 | 16                 | 14/08/2025         | 493 000            | 9,7%               |
| 17                 | 17                 | 21/08/2025         |                    |                    |
| 18                 | 18                 | 21/08/2025         |                    |                    |
| 19                 | 19                 | 28/08/2025         |                    |                    |
| 20                 | 20                 | 28/08/2025         |                    |                    |
| Total              |                    |                    |                    |                    |

### Audiencia media por meses
| Año   | Mes        | Audiencia    | Audiencia |
| Año   | Mes        | Espectadores | Cuota     |
| ----- | ---------- | ------------ | --------- |
| 2025  | Julio      | 722 000      | 11,2%     |
| 2025  | Agosto     | 548 000      | 9,2%      |
| 2025  | Septiembre |              |           |
| 2025  | Octubre    |              |           |
| 2025  | Noviembre  |              |           |
| 2025  | Diciembre  |              |           |
| 2026  | Enero      |              |           |
| Total | -          |              |           |

## Producción
La encrucijada es fruto de una colaboración entre las productora española Secuoya Studios y la turca Ay Yapım, con la colaboración de Atresmedia TV. El rodaje se extendió durante seis meses entre la Comunidad de Madrid y las Islas Canarias, de junio a diciembre de 2024.